# 藤本美貴のドキみきNight
藤本美貴のドキ♥みきNightは、藤本美貴がモーニング娘。加入前から名古屋・CBCラジオで、パーソナリティを務めていたラジオ番組。
2002年10月13日放送開始。当初の放送時間は毎週日曜24:00～24:30だった。2004年4月よりハイパーナイト月曜1枠の23:30～24:00に移動。
モーニング娘。在籍中の2003年5月10日～2007年5月28日のタイトルは「モーニング娘。藤本美貴のドキ♥みきNight」だった。2007年6月1日、モーニング娘。脱退発表の直後に公式サイトでタイトル変更がされ、当初のものに戻った。番組は2007年9月24日をもって終了した。

## 主なコーナー
- おしゃべりパラダイス
コーナー以外のふつおたのコーナー。
- クイズ ドキみきクエスチョン
藤本が制限時間1分間でクイズに答えるコーナー。
- 藤本メンタルクリニック
お悩み相談に藤本が答えるコーナー。
- とろけるーミキレシピ
オリジナル簡単レシピを募集するコーナー。
- 恐怖体験プチツアー
様々な恐怖体験を募集するコーナー。
現在は逆バージョンの『あったか体験ぷちツアー』も募集している。
- HEARTの裏側、Let's Do 大発見!
心理テストに藤本が挑戦するコーナー。
- ミキモチ!!!
日常で起こった「悲しい」、「嬉しい」、「怒り」、「恥ずかしい」、「悔しい」気持ちを募集するコーナー。
- 新・早口女王 美貴様参上!
リスナーが考えた早口言葉に藤本が挑戦するコーナー。
- ミキティ 心の格言辞典
ハロプロの回りで起こった様々なエピソードを元に、独自の新しい格言を作るコーナー。
- 痛恨の一撃! 逆ツッコミキティ!
日頃突っ込んでばかりで、突っ込みなれていない藤本に、リスナーからの逆突っ込みを食らわせるコーナー。
- 疑問! 質問! ミキティだもん!
リスナーからのちょっとした疑問や質問に藤本が勝手に解釈するコーナー。
- MIKI①-グランプリ
お題をリスナーから募集した後、大喜利や一発ギャグなどを送り藤本判定員が判定するコーナー。

## 過去に放送されていた局
- 北海道放送
- 秋田放送
- IBC岩手放送
- 山形放送
- ラジオ福島
- 北陸放送
- 山陰放送
- 西日本放送
- 高知放送
- 大分放送
- 琉球放送

2007年4月に、地方局での放送は全て終了した。
ネット時は、CBC版と地方局裏送り版の2種類が存在した。その違いは、エンディングでCBC版では｢おやすミキティ｣と言うのに対し、地方局裏送り版では｢バイバイミキティ｣と言ったり（放送時間が深夜帯で無い局があったためと思われる）、流す楽曲もCBC版では3曲に対し、地方局裏送り版では3曲の時と2曲の時があり、3曲の時でもCBC版の長さでは演奏しなかったりした。